# 3054 Strugatskia
3054 Strugatskia (1977 RE7) là một tiểu hành tinh [[vành đai chính, được phát hiện bởi Nikolai Stepanovich Chernykh ở Nauchnyj ngày 11 tháng 9 năm 1977. Nó được đặt theo tên The Strugatsky brothers, Soviet science fiction authors.